# Aviron aux Jeux olympiques de 2004, résultats détaillés

## Embarcations de couple

### Skiff femmes

#### Qualifications
Samedi 14 août
La première de chaque série est qualifiée pour les demi-finales, les autres vont en repêchage
Série 1
| Rang | Pays         | Athlète                      | Temps         |
| ---- | ------------ | ---------------------------- | ------------- |
| 1    | Allemagne    | Katrin Rutschow-Stomporowski | 7 min 35 s 20 |
| 2    | Suisse       | Carolina Lüthi               | 7 min 49 s 88 |
| 3    | Pays-Bas     | Femke Dekker                 | 7 min 55 s 50 |
| 4    | Paraguay     | Rocio Rivarola Trappe        | 8 min 03 s 85 |
| 5    | Corée du Sud | Yoon Hui Lee                 | 8 min 04 s 48 |
| 6    | Égypte       | Doaa Moussa                  | 8 min 26 s 87 |

Série 2
| Rang | Pays             | Athlète             | Temps         |
| ---- | ---------------- | ------------------- | ------------- |
| 1    | Tchéquie         | Mirka Knapkova      | 7 min 25 s 23 |
| 2    | Nouvelle-Zélande | Sonia Waddell       | 7 min 36 s 15 |
| 3    | Chili            | Soraya Jadue Ariaza | 7 min 58 s 28 |
| 4    | Argentine        | Analia Marin        | 8 min 01 s 56 |
| 5    | Indonésie        | Pere Koroba         | 8 min 04 s 76 |
| 6    | Tunisie          | Ibtissem Trimech    | 8 min 15 s 87 |

Série 3
| Rang | Pays        | Athlète             | Temps         |
| ---- | ----------- | ------------------- | ------------- |
| 1    | Biélorussie | Ekaterina Karsten   | 7 min 45 s 22 |
| 2    | États-Unis  | Jennifer Devine     | 7 min 55 s 15 |
| 3    | Chine       | Suli Mu             | 7 min 58 s 92 |
| 4    | Brésil      | Fabiana Beltrame    | 8 min 02 s 89 |
| 5    | Thaïlande   | Phuttharaksa Nikree | 8 min 24 s 03 |
| 6    | Ouzbékistan | Elena Usarova       | 8 min 32 s 56 |

Série 4
| Rang | Pays           | Athlète                 | Temps         |
| ---- | -------------- | ----------------------- | ------------- |
| 1    | Bulgarie       | Rumyana Neykova         | 7 min 35 s 66 |
| 2    | Russie         | Irina Fedotova          | 7 min 51 s 71 |
| 3    | Suède          | Frida Svensson          | 7 min 54 s 29 |
| 4    | Espagne        | Nuria Dominguez Asensio | 7 min 55 s 60 |
| 5    | Mexique        | Martha Garcia Mayo      | 8 min 07 s 32 |
| 6    | Taipei chinois | Chien Ju Chiang         | 8 min 15 s 86 |

#### Repêchages
Mardi 17 août
Les deux premières de chaque série sont qualifiées pour les demi-finales
Repêchages 1
| Rang | Pays    | Athlète             | Temps         |
| ---- | ------- | ------------------- | ------------- |
| 1    | Mexique | Martha Garcia Mayo  | 7 min 35 s 55 |
| 2    | Chili   | Soraya Jadue Ariaza | 7 min 37 s 06 |
| 3    | Suisse  | Carolina Lüthi      | 7 min 37 s 90 |
| 4    | Brésil  | Fabiana Beltrame    | 7 min 48 s 74 |
| 5    | Égypte  | Doaa Moussa         | 8 min 16 s 57 |

Repêchages 2
| Rang | Pays             | Athlète                 | Temps         |
| ---- | ---------------- | ----------------------- | ------------- |
| 1    | Nouvelle-Zélande | Sonia Waddell           | 7 min 27 s 92 |
| 2    | Espagne          | Nuria Dominguez Asensio | 7 min 40 s 31 |
| 3    | Chine            | Suli Mu                 | 7 min 48 s 09 |
| 4    | Tunisie          | Ibtissem Trimech        | 7 min 56 s 19 |
| 5    | Corée du Sud     | Yoon Hui Lee            | 7 min 59 s 53 |

Repêchages 3
| Rang | Pays        | Athlète               | Temps         |
| ---- | ----------- | --------------------- | ------------- |
| 1    | Suède       | Frida Svensson        | 7 min 35 s 35 |
| 2    | États-Unis  | Jennifer Devine       | 7 min 35 s 91 |
| 3    | Indonésie   | Pere Koroba           | 7 min 54 s 17 |
| 4    | Paraguay    | Rocio Rivarola Trappe | 7 min 57 s 77 |
| 5    | Ouzbékistan | Elena Usarova         | 8 min 06 s 11 |

Repêchages 4
| Rang | Pays           | Athlète             | Temps         |
| ---- | -------------- | ------------------- | ------------- |
| 1    | Russie         | Irina Fedotova      | 7 min 35 s 83 |
| 2    | Pays-Bas       | Femke Dekker        | 7 min 39 s 84 |
| 3    | Taipei chinois | Chien Ju Chiang     | 7 min 48 s 36 |
| 4    | Argentine      | Analia Marin        | 7 min 51 s 94 |
| 5    | Thaïlande      | Phuttharaksa Nikree | 7 min 53 s 52 |

#### Demi-finales
Demi-finale 1
| Rang | Pays      | Athlète                      | Temps         |
| ---- | --------- | ---------------------------- | ------------- |
| 1    | Allemagne | Katrin Rutschow-Stomporowski | 7 min 30 s 82 |
| 2    | Tchéquie  | Mirka Knapkova               | 7 min 36 s 73 |
| 3    | Espagne   | Nuria Dominguez Asensio      | 7 min 43 s 59 |
| 4    | Russie    | Irina Fedotova               | 7 min 45 s 43 |
| 5    | Suède     | Frida Svensson               | 7 min 53 s 83 |
| 6    | Chili     | Soraya Jadue Ariaza          | 8 min 16 s 21 |

Demi-finale 2
| Rang | Pays             | Athlète            | Temps         |
| ---- | ---------------- | ------------------ | ------------- |
| 1    | Biélorussie      | Ekaterina Karsten  | 7 min 31 s 91 |
| 2    | Bulgarie         | Rumyana Neykova    | 7 min 32 s 06 |
| 3    | Nouvelle-Zélande | Sonia Waddell      | 7 min 42 s 00 |
| 4    | États-Unis       | Jennifer Devine    | 7 min 53 s 65 |
| 5    | Mexique          | Martha Garcia Mayo | 8 min 04 s 83 |
| 6    | Pays-Bas         | Femke Dekker       | 8 min 10 s 76 |

Mardi 21 août 

#### Finales
Finale B
| Rang | Pays   | Athlète        | Temps         |
| ---- | ------ | -------------- | ------------- |
| 1    | Russie | Irina Fedotova | 7 min 29 s 04 |
| 2    | Suède  | Frida Svensson | 7 min 32 s 02 |

Finale A
| Rang | Pays             | Athlète                      | Temps         |
| ---- | ---------------- | ---------------------------- | ------------- |
| 1    | Allemagne        | Katrin Rutschow-Stomporowski | 7 min 18 s 09 |
| 2    | Biélorussie      | Ekaterina Karsten            | 7 min 21 s 99 |
| 3    | Bulgarie         | Rumyana Neykova              | 7 min 23 s 10 |
| 4    | Tchéquie         | Mirka Knapkova               | 7 min 25 s 14 |
| 5    | Nouvelle-Zélande | Sonia Waddell                | 7 min 31 s 66 |
| 6    | Espagne          | Nuria Dominguez Asensio      | 7 min 49 s 11 |

### Skiff hommes

#### Éliminatoires
Dimanche 15 août
Le premier de chaque série est qualifié pour les demi-finales, les autres vont en repêchage.
Série 1
| Rang | Pays           | Athlète             | Temps         |
| ---- | -------------- | ------------------- | ------------- |
| 1    | Belgique       | Tim Maeyens         | 7 min 17 s 68 |
| 2    | Suisse         | André Vonarburg     | 7 min 23 s 43 |
| 3    | Hong Kong      | Hiu Fung Law        | 7 min 28 s 16 |
| 4    | Taipei chinois | Ming Hui Wang       | 7 min 29 s 99 |
| 5    | Paraguay       | Daniel Sosa Bertoni | 7 min 52 s 50 |

Série 2
| Rang | Pays      | Athlète             | Temps         |
| ---- | --------- | ------------------- | ------------- |
| 1    | Tchéquie  | Vaclav Chalupa      | 7 min 13 s 84 |
| 2    | Australie | Craig Jones (en)    | 7 min 19 s 71 |
| 3    | Slovénie  | Davor Mizerit       | 7 min 24 s 60 |
| 4    | Égypte    | Aly Aly Ibrahim     | 7 min 36 s 60 |
| 5    | Chili     | Oscar Vasquez Ochoa | 7 min 38 s 04 |

Série 3
| Rang | Pays        | Athlète                | Temps         |
| ---- | ----------- | ---------------------- | ------------- |
| 1    | Argentine   | Santiago Fernandez     | 7 min 22 s 52 |
| 2    | Autriche    | Raphael Hartl          | 7 min 34 s 61 |
| 3    | Ouzbékistan | Vladimir Tchernenko    | 7 min 38 s 27 |
| 4    | Algérie     | Mohamed Aich           | 7 min 41 s 85 |
| 5    | Inde        | Paulose Pandari Kunnel | 8 min 00 s 11 |

Série 4
| Rang | Pays            | Athlète                  | Temps         |
| ---- | --------------- | ------------------------ | ------------- |
| 1    | Norvège         | Olaf Tufte               | 7 min 12 s 53 |
| 2    | Grande-Bretagne | Ian Lawson               | 7 min 24 s 01 |
| 3    | Brésil          | Anderson Nocetti         | 7 min 26 s 81 |
| 4    | Pérou           | Gustavo Salcedo          | 7 min 29 s 06 |
| 5    | Uruguay         | Leandro Salvagno Rattaro | 7 min 43 s 91 |

Série 5
| Rang | Pays         | Athlète                  | Temps         |
| ---- | ------------ | ------------------------ | ------------- |
| 1    | Allemagne    | Marcel Hacker            | 7 min 17 s 55 |
| 2    | Cuba         | Yuleidys Cascaret Iznaga | 7 min 19 s 45 |
| 3    | Pays-Bas     | Dirk Lippits             | 7 min 21 s 19 |
| 4    | Chine        | Hui Su                   | 7 min 23 s 19 |
| 5    | Corée du Sud | Jung Wook Ham            | 7 min 50 s 39 |

Série 6
| Rang | Pays     | Athlète          | Temps         |
| ---- | -------- | ---------------- | ------------- |
| 1    | Estonie  | Jueri Jaanson    | 7 min 13 s 74 |
| 2    | Bulgarie | Ivo Yanakiev     | 7 min 28 s 97 |
| 3    | Italie   | Matteo Stefanini | 7 min 31 s 54 |
| 4    | Kenya    | Ibrahim Githaiga | 8 min 13 s 33 |

#### Repêchages
Mardi 17 août
Les deux premiers de chaque série sont qualifiés pour les demi-finales.
Repêchages 1
| Rang | Pays     | Athlète                | Temps         |
| ---- | -------- | ---------------------- | ------------- |
| 1    | Bulgarie | Ivo Yanakiev           | 6 min 52 s 51 |
| 2    | Pays-Bas | Dirk Lippits           | 7 min 01 s 39 |
| 3    | Pérou    | Gustavo Salcedo        | 7 min 05 s 08 |
| 4    | Inde     | Paulose Pandari Kunnel | 7 min 29 s 47 |

Repêchages 2
| Rang | Pays    | Athlète                  | Temps         |
| ---- | ------- | ------------------------ | ------------- |
| 1    | Cuba    | Yuleidys Cascaret Iznaga | 6 min 58 s 44 |
| 2    | Brésil  | Anderson Nocetti         | 7 min 03 s 08 |
| 3    | Chili   | Oscar Vasquez Ochoa      | 7 min 06 s 51 |
| 4    | Algérie | Mohamed Aich             | 7 min 46 s 98 |

Repêchages 3
| Rang | Pays            | Athlète             | Temps         |
| ---- | --------------- | ------------------- | ------------- |
| 1    | Grande-Bretagne | Ian Lawson          | 6 min 56 s 55 |
| 2    | Égypte          | Aly Aly Ibrahim     | 6 min 59 s 05 |
| 3    | Ouzbékistan     | Vladimir Tchernenko | 7 min 13 s 43 |
| 4    | Paraguay        | Daniel Sosa Bertoni | 7 min 21 s 03 |

Repêchages 4
| Rang | Pays           | Athlète       | Temps         |
| ---- | -------------- | ------------- | ------------- |
| 1    | Slovénie       | Davor Mizerit | 7 min 01 s 31 |
| 2    | Autriche       | Raphael Hartl | 7 min 06 s 21 |
| 3    | Taipei chinois | Ming Hui Wang | 7 min 09 s 99 |

|}
Repêchages 5
| Rang | Pays         | Athlète          | Temps         |
| ---- | ------------ | ---------------- | ------------- |
| 1    | Australie    | Craig Jones (en) | 7 min 06 s 13 |
| 2    | Hong Kong    | Hiu Fung Law     | 7 min 10 s 72 |
| 3    | Corée du Sud | Jung Wook Ham    | 7 min 11 s 38 |
| 4    | Kenya        | Ibrahim Githaiga | 7 min 25 s 58 |

Repêchages 6
| Rang | Pays    | Athlète                  | Temps         |
| ---- | ------- | ------------------------ | ------------- |
| 1    | Suisse  | André Vonarburg          | 6 min 53 s 48 |
| 2    | Chine   | Hui Su                   | 6 min 57 s 77 |
| 3    | Uruguay | Leandro Salvagno Rattaro | 7 min 02 s 68 |
| 4    | Italie  | Matteo Stefanini         | 7 min 08 s 91 |

#### Demi-finales
Mercredi 18 août
Demi-finale 1
| Rang | Pays      | Athlète            | Temps         |
| ---- | --------- | ------------------ | ------------- |
| 1    | Tchéquie  | Vaclav Chalupa     | 6 min 59 s 39 |
| 2    | Argentine | Santiago Fernandez | 7 min 00 s 90 |
| 3    | Slovénie  | Davor Mizerit      | 7 min 04 s 07 |
| 4    | Australie | Craig Jones (en)   | 7 min 05 s 66 |
| 5    | Pays-Bas  | Dirk Lippits       | 7 min 05 s 94 |
| 6    | Chine     | Hui Su             | 7 min 10 s 33 |

Demi-finale 2
| Rang | Pays      | Athlète          | Temps         |
| ---- | --------- | ---------------- | ------------- |
| 1    | Norvège   | Olaf Tufte       | 6 min 50 s 55 |
| 2    | Bulgarie  | Ivo Yanakiev     | 6 min 53 s 43 |
| 3    | Allemagne | Marcel Hacker    | 6 min 55 s 98 |
| 4    | Suisse    | André Vonarburg  | 7 min 08 s 52 |
| 5    | Brésil    | Anderson Nocetti | 7 min 11 s 90 |
| 6    | Égypte    | Aly Aly Ibrahim  | 7 min 14 s 58 |

Demi-finale 3
| Rang | Pays            | Athlète                  | Temps         |
| ---- | --------------- | ------------------------ | ------------- |
| 1    | Estonie         | Jueri Jaanson            | 6 min 47 s 36 |
| 2    | Belgique        | Tim Maeyens              | 6 min 50 s 33 |
| 3    | Grande-Bretagne | Ian Lawson               | 6 min 57 s 55 |
| 4    | Cuba            | Yuleidys Cascaret Iznaga | 6 min 58 s 35 |
| 5    | Autriche        | Raphael Hartl            | 6 min 58 s 67 |
| 6    | Hong Kong       | Hiu Fung Law             | 7 min 17 s 52 |

#### Finales
Samedi 21 août
Finale E
| Rang | Pays           | Athlète                | Temps         |
| ---- | -------------- | ---------------------- | ------------- |
| 1    | Taipei chinois | Ming Hui Wang          | 7 min 07 s 84 |
| 2    | Paraguay       | Daniel Sosa Bertoni    | 7 min 13 s 49 |
| 3    | Inde           | Paulose Pandari Kunnel | 7 min 22 s 63 |
| 4    | Algérie        | Mohammed Aich          | 7 min 25 s 49 |
| 5    | Kenya          | Ibrahim Githaiga       | 7 min 29 s 02 |

Finale D
| Rang | Pays         | Athlète                  | Temps         |
| ---- | ------------ | ------------------------ | ------------- |
| 1    | Italie       | Matteo Stefanini         | 6 min 57 s 16 |
| 2    | Uruguay      | Leandro Salvagno Rattaro | 7 min 01 s 33 |
| 3    | Pérou        | Gustavo Salcedo          | 7 min 03 s 24 |
| 4    | Corée du Sud | Jung Wook Ham            | 7 min 10 s 44 |
| 5    | Chili        | Oscar Vasquez Ochoa      | 7 min 10 s 75 |
| 6    | Ouzbékistan  | Vladimir Tchernenko      | 7 min 23 s 56 |

Finale C
| Rang | Pays      | Athlète          | Temps         |
| ---- | --------- | ---------------- | ------------- |
| 1    | Brésil    | Anderson Nocetti | 6 min 53 s 64 |
| 2    | Égypte    | Aly Aly Ibrahim  | 6 min 55 s 34 |
| 3    | Chine     | Hui Su           | 6 min 57 s 42 |
| 4    | Pays-Bas  | Dirk Lippits     | 6 min 58 s 20 |
| 5    | Autriche  | Raphael Hartl    | 7 min 00 s 75 |
| 6    | Hong Kong | Hiu Fung Law     | 7 min 10 s 75 |

Finale B
| Rang | Pays            | Athlète                  | Temps         |
| ---- | --------------- | ------------------------ | ------------- |
| 1    | Allemagne       | Marcel Hacker            | 6 min 47 s 26 |
| 2    | Suisse          | André Vonarburg          | 6 min 52 s 88 |
| 3    | Slovénie        | Davor Mizerit            | 6 min 55 s 64 |
| 4    | Grande-Bretagne | Ian Lawson               | 6 min 57 s 63 |
| 5    | Australie       | Craig Jones (en)         | 6 min 58 s 48 |
| 6    | Cuba            | Yuleidys Cascaret Iznaga | 6 min 58 s 61 |

Finale A
| Rang | Pays      | Athlète            | Temps         |
| ---- | --------- | ------------------ | ------------- |
| 1    | Norvège   | Olaf Tufte         | 6 min 49 s 30 |
| 2    | Estonie   | Jüri Jaanson       | 6 min 51 s 42 |
| 3    | Bulgarie  | Ivo Yanakiev       | 6 min 52 s 86 |
| 4    | Argentine | Santiago Fernandez | 6 min 55 s 14 |
| 5    | Tchéquie  | Vaclav Chalupa     | 6 min 59 s 13 |
| 6    | Belgique  | Tim Maeyens        | 7 min 01 s 74 |

### Deux de couple femmes

#### Séries
Série 1
| Rang | Pays             | Athlète                                           | Temps         |
| ---- | ---------------- | ------------------------------------------------- | ------------- |
| 1    | Nouvelle-Zélande | Georgina Evers-Swindell — Caroline Evers-Swindell | 7 min 25 s 57 |
| 2    | Grande-Bretagne  | Sarah Winckless — Elise Laverick                  | 7 min 29 s 75 |
| 3    | Ukraine          | Nataliya Guba — Svitlana Maziy                    | 7 min 39 s 02 |
| 4    | France           | Caroline Delas — Gaelle Buniet                    | 7 min 41 s 23 |
| 5    | Russie           | Olga Samulenkova — Yulya Kalinovskaya             | 7 min 54 s 75 |

Série 2
| Rang | Pays      | Athlète                                     | Temps         |
| ---- | --------- | ------------------------------------------- | ------------- |
| 1    | Allemagne | Peggy Waleska — Britta Oppelt               | 7 min 28 s 89 |
| 2    | Bulgarie  | Anet-Jacgueline Buschmann — Miglena Markova | 7 min 35 s 46 |
| 3    | Roumanie  | Camelia Mihalcea — Simona Strimbeschi       | 7 min 39 s 32 |
| 4    | Argentine | Donna Martin — Jane Robinson                | 7 min 41 s 20 |
| 5    | Italie    | Elisabetta Sancassani — Gabriella Bascelli  | 7 min 46 s 66 |

#### Finales
Finale A
| Rang | Pays             | Athlète                                           | Temps         |
| ---- | ---------------- | ------------------------------------------------- | ------------- |
| 1    | Nouvelle-Zélande | Georgina Evers-Swindell - Caroline Evers-Swindell | 7 min 01 s 79 |
| 2    | Allemagne        | Peggy Waleska - Britta Oppelt                     | 7 min 02 s 78 |
| 3    | Grande-Bretagne  | Sarah Winckless - Elise Laverick                  | 7 min 07 s 58 |
| 4    | Bulgarie         | Anet-Jacqueline Buschmann - Miglena Markova       | 7 min 13 s 97 |
| 5    | Roumanie         | Camelia Mihalcea - Simona Strimbeschi             | 7 min 17 s 58 |
| 6    | Ukraine          | Nataliya Guba - Svitlana Maziy                    | 7 min 21 s 78 |

Finale B
| Rang | Pays   | Athlète                                    | Temps         |
| ---- | ------ | ------------------------------------------ | ------------- |
| 1    | France | Caroline Delas - Gaëlle Buniet             | 6 min 52 s 55 |
| 2    | Italie | Elisabetta Sancassani - Gabriella Bascelli | 6 min 54 s 51 |
| 3    |        |                                            |               |

### Deux de couple hommes

#### Éliminatoires
Samedi 14 août
Le premier de chaque série est qualifié pour les demi-finales, les autres vont en repêchage.
Série 1
| Rang | Pays      | Athlète                                                | Temps         |
| ---- | --------- | ------------------------------------------------------ | ------------- |
| 1    | France    | Sébastien Vieilledent - Adrien Hardy                   | 6 min 45 s 76 |
| 2    | Tchéquie  | Milan Dolecek Jr. - Ondrej Synek                       | 6 min 50 s 67 |
| 3    | Australie | Brendan Long - Peter Hardcastle                        | 6 min 52 s 34 |
| 4    | Allemagne | Rene Bertram - Christian Schreiber                     | 6 min 58 s 22 |
| 5    | Cuba      | Yosbel Martínez Hechevarria - Yoennis Hernandez Arruez | 7 min 02 s 95 |

Série 2
| Rang | Pays            | Athlète                              | Temps         |
| ---- | --------------- | ------------------------------------ | ------------- |
| 1    | Italie          | Rossano Galtarossa - Alessio Sartori | 6 min 40 s 82 |
| 2    | Grande-Bretagne | Matthew Wells - Matthew Langridge    | 6 min 48 s 13 |
| 3    | États-Unis      | Aquil Abdullah - Henry Nuzum         | 6 min 52 s 34 |
| 4    | Pologne         | Michal Jelinski - Adam Wojciechowski | 7 min 00 s 38 |
| 5    | Hongrie         | Akos Haller - Gabor Bencsik          | 7 min 05 s 20 |

Série 3
| Rang | Pays     | Athlète                               | Temps         |
| ---- | -------- | ------------------------------------- | ------------- |
| 1    | Slovénie | Luka Špik - Iztok Čop                 | 6 min 45 s 26 |
| 2    | Norvège  | Nils-Torolv Simonsen - Morten Adamsen | 6 min 49 s 90 |
| 3    | Estonie  | Leonid Gulov - Tõnu Endrekson         | 6 min 58 s 80 |
| 4    | Lituanie | Kestutis Keblys - Einaras Siaudvytis  | 7 min 07 s 13 |

#### Repêchages
Mardi 17 août
| Rang | Pays      | Athlète                                                | Temps         |
| ---- | --------- | ------------------------------------------------------ | ------------- |
| 1    | Hongrie   | Akos Haller - Gabor Bencsik                            | 6 min 15 s 60 |
| 2    | Cuba      | Yosbel Martínez Hechevarria - Yoennis Hernandez Arruez | 6 min 16 s 38 |
| 3    | Allemagne | Rene Bertram - Christian Schreiber                     | 6 min 16 s 94 |
| 4    | Pologne   | Michal Jelinski - Adam Wojciechowski                   | 6 min 17 s 51 |
| 5    | Lituanie  | Kestutis Keblys - Einaras Siaudvytis                   | 6 min 24 s 56 |

#### Demi-finales
Mercredi 18 août
Demi-finale A
| Rang | Pays       | Athlète                               | Temps         |
| ---- | ---------- | ------------------------------------- | ------------- |
| 1    | Italie     | Rossano Galtarossa - Alessio Sartori  | 6 min 11 s 49 |
| 2    | France     | Sébastien Vieilledent - Adrien Hardy  | 6 min 12 s 40 |
| 3    | États-Unis | Aquil Abdullah - Henry Nuzum          | 6 min 14 s 69 |
| 4    | Norvège    | Nils-Torolv Simonsen - Morten Adamsen | 6 min 14 s 69 |
| 5    | Allemagne  | Rene Bertram - Christian Schreiber    | 6 min 20 s 70 |
| 6    | Australie  | Brendan Long - Peter Hardcastle       | 6 min 22 s 69 |

Demi-finale B
| Rang | Pays            | Athlète                                                | Temps         |
| ---- | --------------- | ------------------------------------------------------ | ------------- |
| 1    | Salvador        | Luka Špik - Iztok Čop                                  | 6 min 11 s 96 |
| 2    | Estonie         | Leonid Gulov - Tõnu Endrekson                          | 6 min 12 s 80 |
| 3    | Tchécoslovaquie | Milan Dolecek Jr. - Ondrej Synek                       | 6 min 13 s 65 |
| 4    | Grande-Bretagne | Matthew Wells - Matthew Langridge                      | 6 min 13 s 71 |
| 5    | Hongrie         | Akos Haller - Gabor Bencsik                            | 6 min 23 s 81 |
| 6    | Cuba            | Yosbel Martínez Hechevarria - Yoennis Hernandez Arruez | 6 min 24 s 54 |

#### Finales
Samedi 21 août
Finale A
| Rang | Pays       | Athlète                                            | Temps         |
| ---- | ---------- | -------------------------------------------------- | ------------- |
| 1    | France     | Sébastien Vieilledent - Adrien Hardy 6 min 29 s 18 |               |
| 2    | Slovénie   | Luka Špik - Iztok Cop                              | 6 min 31 s 69 |
| 3    | Italie     | Rossano Galtarossa - Alessio Sartori               | 6 min 32 s 97 |
| 4    | Estonie    | Leonid Gulov - Tõnu Endrekson                      | 6 min 35 s 30 |
| 5    | Tchéquie   | Milan Dolecek - Ondrej Synek                       | 6 min 35 s 81 |
| 6    | États-Unis | Aquil Abdullah - Henry Nuzum                       | 6 min 36 s 86 |
| 7    | Norvège    | Nils-Torolv Simonsen - Morten Adamsen              | 6 min 37 s 25 |

Jeudi 19 août
Finale B
| Rang | Pays            | Athlète                                                | Temps         |
| ---- | --------------- | ------------------------------------------------------ | ------------- |
| 1    | Grande-Bretagne | Matthew Wells - Matthew Langridge                      | 6 min 14 s 40 |
| 2    | Allemagne       | Rene Bertram - Christian Schreiber                     | 6 min 14 s 97 |
| 3    | Cuba            | Yosbel Martínez Hechevarria - Yoennis Hernandez Arruez | 6 min 15 s 37 |
| 4    | Hongrie         | Akos Haller - Gabor Bencsik                            | 6 min 15 s 39 |
| 5    | Australie       | Brendan Long - Peter Hardcastle                        | 6 min 22 s 57 |

### Deux de couple poids légers femmes
Dimanche 22 août
Finale A
| Rang | Pays      | Athlète                                | Temps         |
| ---- | --------- | -------------------------------------- | ------------- |
| 1    | Roumanie  | Constanta Burcica — Angela Alupei      | 6 min 56 s 05 |
| 2    | Allemagne | Daniela Reimer — Claudia Blasberg      | 6 min 57 s 33 |
| 3    | Pays-Bas  | Kirsten van der Kolk — Marit van Eupen | 6 min 58 s 54 |
| 4    | Australie | Sally Newmarch — Amber Halliday        | 6 min 59 s 91 |
| 5    | Chine     | Xu Dongxiang — Li Qian                 | 7 min 02 s 05 |
| 6    | Pologne   | Magdalena Kemnitz — Ilona Mokronowska  | 7 min 04 s 48 |

Finale B
| Rang | Pays       | Athlète                         | Temps         |
| ---- | ---------- | ------------------------------- | ------------- |
| 1    | États-Unis | Lisa Schlenker — Stacey Borgman | 7 min 23 s 40 |
| 2    | Canada     | Mara Jones — Fiona Milne        | 7 min 26 s 07 |
| 3    |            |                                 |               |

### Deux de couple poids légers hommes
Dimanche 22 août
Finale A
| Rang | Pays     | Athlète                                  | Temps         |
| ---- | -------- | ---------------------------------------- | ------------- |
| 1    | Pologne  | Tomasz Kucharski — Robert Sycz           | 6 min 20 s 93 |
| 2    | France   | Frédéric Dufour — Pascal Touron          | 6 min 21 s 46 |
| 3    | Grèce    | Vasílios Polýmeros — Nikólaos Skiathítis | 6 min 23 s 23 |
| 4    | Danemark | Mads Rasmussen — Rasmus Quist            | 6 min 23 s 92 |
| 5    | Hongrie  | Zsolt Hirling — Tamás Varga (en)         | 6 min 24 s 69 |
| 6    | Japon    | Kazushige Ura — Daisaku Takeda           | 6 min 24 s 98 |

Samedi 21 août
Finale B
| Rang | Pays       | Athlète                                         | Temps         |
| ---- | ---------- | ----------------------------------------------- | ------------- |
| 1    | États-Unis | Steve Tucker — Greg Ruckman                     | 6 min 45 s 20 |
| 2    | Espagne    | Ruben Alvarez Hoyos — Juan Zunzunegui Guimerans | 6 min 46 s 48 |
| 3    | Tchéquie   | Vaclav Malecek — Michal Vabrousek               | 6 min 46 s 77 |
| 4    | Irlande    | Sam Lynch — Gearoid Towey                       | 6 min 49 s 26 |
| 5    | Slovaquie  | Lubos Podstupka — Lukas Babac                   | 6 min 58 s 78 |
| 6    | Italie     | Elia Luini — Leonardo Pettinari                 | 7 min 01 s 86 |

### Quatre de couple femmes
Dimanche 22 août
Finale A
| Rang | Pays            | Athlète                                                                      | Temps         |
| ---- | --------------- | ---------------------------------------------------------------------------- | ------------- |
| 1    | Allemagne       | Kathrin Boron - Meike Evers - Manuela Lutze - Kerstin Kowalski 6 min 29 s 29 |               |
| 2    | Grande-Bretagne | Alison Mowbray - Debbie Flood - Frances Houghton - Rebecca Romero            | 6 min 31 s 26 |
| 3    | Australie       | Dana Faletic - Rebecca Sattin - Kerry Hore - Amber Bradley                   | 6 min 34 s 73 |
| 4    | Russie          | Julia Lewina - Larisa Merk - Anna Sergejewa - Oksana Dorodnova               | 6 min 36 s 49 |
| 5    | États-Unis      | Michelle Guerette - Hilary Gehman - Kelly Salchow - Danika Holbrook          | 6 min 39 s 67 |

Samedi 21 août
Finale B
| Rang | Pays        | Athlète                                                                | Temps         |
| ---- | ----------- | ---------------------------------------------------------------------- | ------------- |
| 1    | Danemark    | Dorthe Pedersen - Sarah Lauritzen - Christina Rindom - Majbrit Nielsen | 6 min 50 s 13 |
| 2    | Biélorussie | Marija Brel - Tatsjana Narelik - Volha Berasniowa - Marija Varona      | 6 min 54 s 02 |

### Quatre de couple hommes
Dimanche 22 août
Finale A
| Rang | Pays        | Athlète                                                                        | Temps         |
| ---- | ----------- | ------------------------------------------------------------------------------ | ------------- |
| 1    | Russie      | Sergej Fedorovstev - Igor Kravtsov - Aleksey Svirin - Nikolai Spinev           | 5 min 56 s 85 |
| 2    | Tchéquie    | David Kopriva - Tomas Karas - Jakub Hanak - David Jirka                        | 5 min 57 s 43 |
| 3    | Ukraine     | Serhiy Hryn - Serhiy Biloushchenko - Oleh Lykov - Leonid Shaposhnikov          | 5 min 58 s 87 |
| 4    | Pologne     | Adam Bronikowski - Marek Kolbowicz - Slawomir Kruszkowski - Adam Korol         | 5 min 58 s 94 |
| 5    | Allemagne   | Andre Willms - Stefan Volkert - Marco Geisler - Robert Sens                    | 6 min 07 s 04 |
| 6    | Biélorussie | Valery Radzevich - Stanislau Shcharbachenia - Pavel Shurmei - Andrei Pliashkou | 6 min 09 s 33 |

Dimanche 21 août
Finale B
| Rang | Pays            | Athlète                                                                 | Temps         |
| ---- | --------------- | ----------------------------------------------------------------------- | ------------- |
| 1    | Australie       | Scott Brennan - David Crawshay - Duncan Free - Shaun Coulton            | 6 min 02 s 31 |
| 2    | Suisse          | Simon Stürm - Christian Stofer - Olivier Gremaud - Florian Stofer       | 6 min 04 s 53 |
| 3    | Estonie         | Oleg Vinogradov - Igor Kuzmin - Andrei Šilin - Andrei Jämsä             | 6 min 05 s 11 |
| 4    | Italie          | Alessandro Corona - Simone Venier - Federico Gattinoni - Simone Raineri | 6 min 06 s 91 |
| 5    | États-Unis      | Ben Holbrook - Brett Wilkinson - Sloan Duross - Kent Smack              | 6 min 07 s 83 |
| 6    | Grande-Bretagne | Simon Cottle - Alan Campbell - Peter Gardner - Peter Wells              | 6 min 07 s 87 |

## Embarcations de pointe

### Deux de couple femmes
Finale A
| Rang | Pays             | Athlète                                           | Temps         |
| ---- | ---------------- | ------------------------------------------------- | ------------- |
| 1    | Nouvelle-Zélande | Georgina Evers-Swindell - Caroline Evers-Swindell | 7 min 01 s 79 |
| 2    | Allemagne        | Peggy Waleska - Britta Oppelt                     | 7 min 02 s 78 |
| 3    | Grande-Bretagne  | Sarah Winckless - Elise Laverick                  | 7 min 07 s 58 |
| 4    | Bulgarie         | Anet-Jacgueline Buschmann - Miglena Markova       | 7 min 13 s 97 |
| 5    | Roumanie         | Camelia Mihalcea - Simona Strimbeschi             | 7 min 17 s 58 |
| 6    | Ukraine          | Nataliya Guba - Svitlana Maziy                    | 7 min 21 s 78 |

Finale B

### Deux sans barreur hommes
Finale A

### Quatre sans barreur hommes
Finale A

### Quatre sans barreur poids légers hommes
Finale A

### Huit femmes
Finale A

### Huit hommes
Finale A